# 夜花
夜花（学名：Nyctanthes arbor-tristis）为木犀科夜花属下的一个种。